# Angelica Olmo
Angelica Olmo (* 18. Juni 1996 in Pavia) ist eine ehemalige italienische Triathletin. Sie ist Junioren-Weltmeisterin Duathlon (2014) und Olympiastarterin (2020).

## Werdegang
Angelica Olmo fing bereits als Elfjährige mit dem Triathlon an und im Juni 2013 wurde sie Dritte bei der Europameisterschaft Triathlon der Juniorinnen (750 m Schwimmen, 20 km Radfahren und 5 km Laufen).

### Junioren-Weltmeisterin Duathlon 2014
Im Mai 2014 wurde die damals 17-Jährige im spanischen Pontevedra Junioren-Weltmeisterin im Duathlon.
Sie gehört dem Sportzentrum der Carabinieri an und 2016 wurde die Polizeibeamtin in Bulgarien U23-Europameisterin Triathlon.
Im März 2018 holte sie sich mit dem dritten Rang in Mooloolaba (Australien) ihre erste Weltcup-Medaille. Im September wurde sie in Australien Dritte bei der U23-Weltmeisterschaft Triathlon. 2019 gewann sie im März in Neuseeland ihr erstes Weltcup-Rennen. Im April 2021 wurde Angelica Olmo im Europacup-Rennen im spanischen Melilla Zweite hinter der Französin Cassandre Beaugrand.
Im Mai 2021 qualifizierte sich die damals 24-Jährige zusammen mit Alice Betto, Gianluca Pozzatti und Nicola Azzano in der italienischen Staffel für einen Startplatz bei den Olympischen Sommerspielen (23. Juli bis 8. August) in Tokio, wo sie das Rennen aber nicht beenden konnte.

Seit September 2021 tritt Angelica Olmo nicht mehr international in Erscheinung.

## Sportliche Erfolge
| Datum/Jahr    | Rang | Wettbewerb                                                       | Austragungsort | Zeit     | Bemerkung                                 |
| ------------- | ---- | ---------------------------------------------------------------- | -------------- | -------- | ----------------------------------------- |
| 21. Mai 2021  | 2    | ITU Olympic Qualification Event                                  | Lissabon       | 01:24:48 | Mixed Relay                               |
| 18. Apr. 2021 | 2    | ETU Triathlon European Cup                                       | Melilla        | 00:57:25 |                                           |
| 5. Mai 2019   | 3    | ITU Triathlon World Cup                                          | Madrid         | 01:02:30 |                                           |
| 31. März 2019 | 1    | ITU Triathlon World Cup                                          | New Plymouth   | 01:03:27 |                                           |
| 25. März 2018 | 7    | ITU Triathlon World Cup                                          | New Plymouth   | 01:03:55 |                                           |
| 10. März 2018 | 3    | ITU Triathlon World Cup                                          | Mooloolaba     | 01:00:00 |                                           |
| 18. Juni 2016 | 1    | ETU Triathlon European Championship U23                          | Burgas         | 01:05:35 | U23-Europameisterin Triathlon             |
| 3. Okt. 2015  | 3    | ITA Sprint Distance Triathlon National Championship              | Riccione       |          | Staatsmeisterschaft auf der Sprintdistanz |
| 18. Juli 2015 | 1    | ITA Sprint Distance Triathlon National Championship Junior Women | Revine Lago    | 01:08:23 | Nationale Juniorenmeisterin Triathlon     |
| 12. Juli 2014 | 1    | ITA Sprint Distance Triathlon National Championship Junior Women | Levico Terme   | 01:07:06 | Nationale Juniorenmeisterin Triathlon     |
| 5. Okt. 2013  | 3    | ITA Sprint Distance Triathlon National Championship              | Lovadina       |          |                                           |
| 14. Juni 2013 | 3    | ETU Triathlon European Championship Junior Women                 | Alanya         | 00:59:11 |                                           |

| Datum/Jahr    | Rang | Wettbewerb                               | Austragungsort | Zeit     | Bemerkung                                           |
| ------------- | ---- | ---------------------------------------- | -------------- | -------- | --------------------------------------------------- |
| 25. Sep. 2021 | DNF  | ETU Triathlon European Championships     | Valencia       | –        | Europameisterschaft auf der olympischen Kurzdistanz |
| 31. Juli 2021 | 8    | Olympische Sommerspiele 2020 Mixed Relay | Tokio          | 01:26:23 | gemischte Staffel                                   |
| 27. Juli 2021 | DNF  | Olympische Sommerspiele 2020 Elite       | Tokio          | –        |                                                     |
| 14. Sep. 2018 | 3    | ITU Triathlon World Championship U23     | Gold Coast     | 01:56:39 | U23-Weltmeisterschaft                               |
| 30. Juli 2016 | 6    | ITA Triathlon National Championships     | Caorle         | 02:07:25 |                                                     |
| 6. Juni 2015  | 3    | ITA Triathlon National Championships     | Farra d’Alpago | 02:14:30 |                                                     |
| 13. Sep. 2014 | 2    | ITA Triathlon National Championships     | Sapri          | 01:59:01 | Vizestaatsmeisterin hinter Annamaria Mazzetti       |

| Datum/Jahr   | Rang | Wettbewerb                                   | Austragungsort | Zeit | Bemerkung                       |
| ------------ | ---- | -------------------------------------------- | -------------- | ---- | ------------------------------- |
| 31. Mai 2014 | 1    | ITU Duathlon World Championship Junior Women | Pontevedra     |      | Junioren-Duathlon-Weltmeisterin |

(DNF – Did Not Finish)